# Oljemåleri

Mona Lisa
Leonardo da Vinci (ca 1503–1506)
Olja på pannå
77 x 53 cm

Oljemåleri (lat. oleum, grek. elaion "olivolja"), teknik där pigment (färgpulver) blandas med oxiderande olja, till exempel lin-, vallmo- eller nötolja.
Oljefärger kan läggas på så att de blir täckande eller genomskinliga (laserande), pastost eller tunt, utan att de flyter i varandra. Detta möjliggör fina valörer och övergångar. För att förlänga hållbarheten väljer man ljusäkta målarfärger och på den färdiga målningen kan man applicera en fernissa.
De tidigaste kända oljemålningarna, daterade till 600-talet e Kr, har hittats i grottor i västra Afghanistan, även om referenser till användning av torkande olja i konstsammanhang finns redan hos Aetius Amidenus på 500-talet. Från 1100-talet omtalas olja som målningsmedium i Europa, men det är under renässansen det får sitt genombrott i den europeiska konsten. Målningarna utfördes till att börja med på pannåer, en typ av trätavlor, sedan på linneduk, papp eller tunna metallplattor. 
Oljemåleriets stora popularitet i Europa startade i början av 1400-talet bland flamländska målare. Bröderna van Eyck använde en blandteknik av olje- och temperamålning, varefter oljefärgerna allt mera trängde ut de tidigare använda temperafärgerna och på 1600-talet hade det helt och hållet avlöst temperamåleriet som dominerande teknik även i Italien och övriga Europa.
Idag används oftast kallpressad linolja vid tillverkning av oljefärg och olika varianter av duk eller pannå som underlag för målning.
Det är möjligt att använda de flesta typer av underlag för oljemåleri, men de bör grundas för att ge ett jämnt och bra fäste och undvika senare skador. För detta används gärna gesso. Traditionell, limbaserad gesso fungerar bra på hårda underlag, men spricker lätt på en målarduk. Akrylgesso är flexibel och fungerar bra som grund på målarduk, även för oljemålning. En del oljemålare föredrar dock att förbereda duken med lim, traditionellt gjord på kaninhud eller gjord på det i dag vanligare materialet polyvinylacetat (PVA), alternativt ett särskilt akrylbindemedel, och därpå anlägga en oljegrund med krita, vilken ibland också kallas oljegesso.